# Sonic and the Black Knight
Sonic and the Black Knight (яп. ソニックと暗黒の騎士 Соникку то Анкоку но Киси, с англ. — «Соник и Чёрный рыцарь») — видеоигра серии Sonic the Hedgehog в жанрах платформер и action-adventure, изданная компанией Sega для игровой приставки Wii весной 2009 года.
Игра является продолжением Sonic and the Secret Rings и входит в серию Sonic Storybook. Как и предшественник, сиквел совмещает классический геймплей старых частей франшизы с новой системой боёв при помощи меча. Помимо этого, в игре используется система очков опыта, нужная для улучшения характеристик персонажа. Действие Sonic and the Black Knignt происходит в мире короля Артура. По сюжету ёж Соник выполняет просьбу волшебницы Мерлины, внучки волшебника Мерлина, освободить королевство от тирании Артура и магических сил.
Разработка платформера началась в студии Sonic Team в январе 2007 года под руководством программиста Тэцу Катано. В ходе создания игра претерпела изменения в плане геймплея и дизайна уровней. После выхода Sonic and the Black Knight получила неоднозначные отзывы от прессы. Журналисты хвалили игру за графику, сюжет и музыкальное сопровождение, но критиковали некоторые элементы игрового процесса и неудобное управление.

## Игровой процесс

Соник на уровне «Molten Mine». Главный герой держит в руках меч Калибурн, нужный для сражения с противниками или боссом

Sonic and the Black Knight является игрой в жанрах платформер и action-adventure, и выполнена в трёхмерной графике. Как и в Sonic Unleashed, здесь представлен плавный переход виртуальной камеры от трёхмерной к двухмерной перспективе. Управление игрой осуществляется с помощью контроллеров Wii Remote и Nunchuk: первый геймпад отвечает за атаки врагов или уклонения от них, а второй необходим для управления персонажем.
Игроку предстоит пройти 13 уровней (зон), каждый из которых выполнен в отдельном сеттинге. Например, на уровне с названием «Camelot Castle» события происходят в средневековом замке, а в «Deep Woods» — в лесу. Каждая зона заполнена различными врагами — рыцарями или монстрами. Уровни игрового мира объединены на единой карте, и по мере прохождения игрок выполняет переход между ними. Персонаж игрока может уничтожать противников с помощью говорящего меча Калибурн, приёмов homing dash (прыжок с самонаведением) и jump dash (скольжение по земле), а также защищаться от них посредством блока и благодаря энергетическому щиту. Во время прохождения уровня игрок собирает  магических существ — фей. Они эквивалентны традиционным предметам, которые используются в большинстве частей франшизы (золотые кольца, пружины и ускорители), делятся на несколько видов и имеют определённое предназначение: жёлтые феи дают десять колец, синие феи позволяют персонажу ускориться или запрыгнуть на нужную высоту, а красные заполняют (наряду с победой над врагом) «Соул-Шкалу», нужную для осуществления мощной атаки с самонаведением soul surge. Для завершения прохождения, игроку на первых двух актах нужно дойти до таблички с надписью «Goal», после чего идёт подсчёт очков, выставляется рейтинг (оценка; самый худший рейтинг — одна звезда, лучший — пять звёзд), и показываются собранные на уровне различные предметы (ожерелье, оружие, книги и тому подобное). Предметы, в свою очередь, нужно идентифицировать в специальном меню, чтобы потом можно было ими воспользоваться и облегчить прохождения зоны (например, найденное оружие можно отдать Кузнецу (лис Тейлз), чтобы тот создавал новые виды оружия или улучшал старые). После прохождения второго акта, игрок проходит битву с боссом — рыцарем-соратником короля Артура или драконом. Важную роль в игре играет система умений, заимствованная с небольшими изменениями из Sonic and the Secret Rings. Первоначально игроку доступен только стиль рыцаря, но позже открываются стили паладина и шевалье, различающиеся между собой соответственно по показателям силы и скорости. Данные стили открываются после полного заполнения шкалы «Followers», которая появляется каждый раз после прохождения уровней. Скорость заполнения показателя зависит от прохождения игроком зоны. Помимо основной игры, игрок может на уровнях выполнять различные миссии. Попадание на них происходит точно таким же способом, что и попадание на уровень — через специальную карту. Цели этих заданий различаются друг от друга: это может быть сбор определённого количества колец, уничтожение наибольшего числа противников, спасение жителя и тому подобное.

Золотые кольца являются эквивалентом очков здоровья

Всего в Sonic and the Black Knight три режима. В однопользовательском режиме «Adventure» представлен сюжет игры, а в «Gallery» игрок может посмотреть видеоролики из игры, послушать музыку и голоса персонажей, взглянуть на иллюстрации, связанных с франшизой, и тому подобное. Третий режим — «Battle» — является многопользовательским и имеет поддержку до четырёх игроков. Действие «Battle» происходит на специальной арене, где игроки могут сразиться друг с другом. Режим, в свою очередь, делится на десять частей: «Battle», «Survival Battle», «Ring Battle», «Goblet Battle», «Evasion Battle», «Trap Battle», «Battle Phantoms», «Sudden Death», «Battle Giants» и «Battle 100». В первой, во второй и восьмой частях, игроку нужно просто победить своих противников. Несмотря на общую цель, условия для победы у них разные: в «Battle» победителем становится тот игрок, кто смог уничтожить больше своих соперников; на арене в «Survival Battle» в живых должен остаться только один персонаж; а условия в «Sudden Death» аналогичны «Battle», за исключением того, что у участников боя отсутствуют золотые кольца, которые служат в серии эквивалентом очков здоровья. В третьей части нужно собрать наибольшее число колец, а в «Goblet Battle» — взять кубок и не позволить врагам его отобрать в течение определённого времени. В «Evasion Battle» игроку нужно уклоняться от Мрачного жнеца; в противном случае игрок потеряет золотые кольца. В «Trap Battle» игроков друг от друга разделяют квадратные блоки. Персонажам нужно уничтожить блоки и избежать попадания в расставленные соперниками ловушки. Победителем становится тот игрок, у кого осталось больше всего колец. В «Battle Phantoms» персонажам необходимо уничтожить как можно больше появляющихся на арене противников. По сравнению с остальными частями режима, здесь участники боя не могут уничтожать друг друга. В «Battle Giants» игроки действуют совместно чтобы победить злодея — гигантского рыцаря. В последней части, «Battle 100», персонаж должен уничтожить 100 солдат в течение двух минут; перед началом прохождения, игрок настраивает в опциях «Соул-Шкалу», количество жизней и колец.
Несмотря на то, что сюжет проходится в основном за ежа Соника, после завершения задания «Knights’ Quest» игроку становятся доступными ехидна Наклз (как доппельгангер Гавейн), ёж Шэдоу (Ланселот) и кошка Блейз (Персиваль). Каждый персонаж обладает своими характеристиками, но только синий ёж может воспользоваться вышеупомянутыми стилями паладина и шевалье. Ехидна может парить в воздухе; кошка умеет окружать себя огнём; а Шэдоу использует приёмы chaos control, который позволяет ему двигаться по уровню быстрым темпом и замедлять время, и chaos blast, нужный для уничтожения всех ближайших врагов. В отличие от синего ежа, упомянутые выше три персонажа могут использовать различное оружие, сделанное Кузнецом на основе собранных во время прохождения зон предметов. В режиме «Battle», помимо Соника, Гавейна, Ланселота и Персиваля, появляются следующие герои: ёж Сильвер и Галахад, ястреб Джет и Ламорак, Владычица Озера (Эми Роуз), Кузнец (лис Тейлз), Король Артур и представленные в обычной форме Наклз, Шэдоу и Блейз. Помимо игровых героев, на уровнях Соник будет сталкиваться с обычными жителями игрового мира. Некоторых из них главный герой может атаковать, с другими — взаимодействовать (например, выполнять миссии); эти действия и решения игрока засчитывают в конце каждого этапа, соответственно, повышая показатель «рейтинг рыцаря» (появляется после прохождения уровня на экране подсчёта очков). За помощь неигровые персонажи дают Сонику различные предметы (например, рукавицы), которые могут влиять на показатели системы умений, а в случае нападения главный герой зарабатывает прозвище «презренный» (англ. Despised One). Некоторые предметы можно найти в сундуках с сокровищами. С помощью сервиса Nintendo Wi-Fi Connection, пользователи консоли Wii могут обмениваться друг с другом предметами.

## Сюжет
Действие игры происходит в королевстве короля Артура под названием Камелот, куда главный герой — ёж Соник — попадает благодаря Волшебнице Мерлине, внучке волшебника Мерлина. Она просит синего ежа помочь в освобождении её мира от тирании Артура, который был проклят неизвестными злыми силами из-за ножн Экскалибура и стал Чёрным рыцарем. Чтобы уничтожить проклятье и спасти королевство, Сонику помогает говорящий меч Калибурн.
После нескольких побед над рыцарями, Соник, по совету Калибурна, встречается с Владычицей Озера. Последняя сообщает протагонисту, что Артура можно спасти, если выполнить три задания: освободить невинных людей из темницы короля Артура, проявлять сострадание тем, кто в этом нуждается, и победить всех соратников короля. Соник выполняет задания Владычицы Озера, попутно встречая сопротивление со стороны рыцарей Круглого стола: Ланселота, Гавейна и Персиваля. Главный герой побеждает рыцарей и, в качестве награды за победу, забирает священные для них мечи. Вскоре, после того, как Чёрный Рыцарь был побеждён с помощью трёх священных мечей и Калибурна, Мерлина сообщает Сонику, что король Артур был на самом деле иллюзией, созданной её дедом Мерлином. Затем она берёт ножны Экскалибура, чтобы стать всесильной новой королевой, которая сможет навсегда оставить королевство в период Средневековья.
Чтобы победить Мерлину, Соник и рыцари Круглого стола, прислушиваясь к совету Владычицы Озера, создают барьер вокруг замка с помощью священных мечей. После того, как четыре меча сформировали вокруг сооружения защитный купол, ёж сталкивается с королевой. Чтобы спасти королевство, Соник принял решение сразиться с противником. В первом бою ёж терпит поражение. Затем, незадолго до начала второй битвы, Соник и Калибурн, использовав силу священных мечей, превращаются в супер формы — соответственно Экскалибурн-Соника и Экскалибур. В итоге бой выигрывает синий ёж. После сражения главный герой узнаёт от Калибурна, что всё это время настоящим правителем королевства был он сам. Игра заканчивается тем, что Соник возвращается в свой мир, и рассказывает о своём путешествии Эми Роуз. Последняя жалуется на то, что синий ёж говорит неправду и что он забыл об их свидании. После этого игроку показывают книгу «Король Артур и рыцари Круглого стола», название которой изменяется на название игры — Sonic and the Black Knight в переводе с англ. — «Соник и Чёрный Рыцарь».

## Разработка и выход игры
Создание очередной игры с участием Соника началось в январе 2007 года. За разработку Sonic and the Black Knight, как и в случае с Sonic and the Secret Rings, была ответственна студия Sonic Team. Игра была создана только для приставки Wii и входит в серию Sonic Storybook, которая является ответвлением серии Sonic the Hedgehog. Дизайнеры и программисты, работавшие над Sonic Adventure 2 и Sonic Heroes, принимали активное участие в создании платформера. Процессом разработки руководил продюсер и программист Тэцу Катано. За игровой дизайн отвечали Морио Кисимото, Харумаса Накадзима и Дзюмпэй Ооцу, а программированием занималась Макико Нисимура. Арт-директором стал Ёситака Миура, а Юдзи Уэкава отвечал за визуальную составляющую видеороликов.
Действие игры происходит в мире короля Артура. Команда разработчиков хотела с помощью Sonic and the Black Knight одновременно привлечь новых игроков, ранее не знакомых с Соником, и популяризировать среди пользователей консолей легенды о рыцарях Круглого стола. Как отмечал позднее Тэцу Катано, игра рассчитана в основном на детскую аудиторию, так как именно она составляет большу́ю долю поклонников франшизы. Во время создания платформера, Sega собрала в США фокус-группу, которая выбрала наиболее популярных персонажей-рыцарей Круглого стола. Самым популярными персонажами оказались Ланселот и Гавейн. После проведения исследования, художники выбрали несколько героев из различных игр серии и создали им новый дизайн, добавив к их внешнему облику некоторые атрибуты рыцарей (шлем, перчатки, наколенники). Однако команда столкнулась с небольшой проблемой в создании облика Персиваля, чья роль отведена кошке Блейз. Несмотря на различие персонажей по полу, разработчики приняли решение закрепить роль Персиваля за кошкой и не упоминать по отношению к ней титула «сэр». Примечательно, но в игре не появился главный злодей серии — доктор Эггман.
В данной игре, как и в Secret Rings, используется физический движок PhysX. В визуальном плане игра стала похожа на Sonic Unleashed. Её управление осуществляется через пульт Wii Remote, важной особенностью которого является то, что игроки могут управлять персонажами игры и предметами на экране движением руки или «указывать» на отображаемые в экране объекты. В Sonic and the Black Knight присутствуют сетевые функции Nintendo Wi-Fi Connection, позволяющие обмениваться между пользователями консоли предметами, полученных на уровнях от неигровых персонажей или во время поиска сундуков. По словам Катано, работа программистов обошлась без каких-либо трудностей, поскольку большинство сотрудников Sonic Team хорошо знают аппаратные характеристики Wii со времён создания Secret Rings.
Sonic and the Black Knight была анонсирована 21 июля 2008 года. Перед выходом разработчики опубликовывали на официальном сайте игры и интернет-порталах различные трейлеры, видео и концепт-арты ожидаемой игры. Платформер демонстрировался на таких выставках, как Tokyo Game Show в городе Тиба (Япония) и Comic-Con в Нью-Йорке (США). В августе 2008 года подразделение Sega в США провело конкурс, в котором поклонники серии Sonic the Hedgehog публиковали на официальном сайте издательства свои созданные по теме Соника иллюстрации и картинки. Позже проходил отбор 20 лучших работ, авторы которых получили экземпляры Sonic and the Black Knight бесплатно. Выход игры состоялся во всём мире в марте 2009 года. Позднее сюжет Sonic and the Black Knight был адаптирован в одноимённой манге от Dengeki Nintendo DS и № 197 комиксов Sonic the Hedgehog от компании Archie Comics.

## Музыка

Обложка музыкального альбома Face to Faith: Sonic and the Black Knight Vocal Trax

В создании музыкального сопровождения игры принимали участие композиторы, которые работали над музыкой к предыдущим частям франшизы: Дзюн Сэноуэ (по совместительству также являлся звукорежиссёром), Томми Талларико, Ричард Джейкс, Говард Дроссин, Ютака Минобэ, Ленни Мур и Хикару Танимото. Композиции выполнены в жанре рок с добавлением элементов классической музыки. Несмотря на то, что большинство композиций были написаны специально для самой игры, в Sonic and the Black Knight присутствуют в небольшой обработке мелодии из таких игр, как Sonic Adventure и Sonic Adventure 2.
В игре звучат пять главных музыкальных тем. Слова и музыка ко всем композициям были составлены участниками группы Crush 40 — Дзюном Сэноуэ и Джонни Джиоэли. Заглавную песню Sonic and the Black Knight «Knight of the Wind», тему короля Артура «Fight the Knight» и рыцарей Круглого стола «Through the Fire», и заглавную тему «Live Life», исполняют сами музыканты из Crush 40. Единственная вокальная композиция — «With Me» — была исполнена певцами Эммой Гелотт, Тинной Карлсдоттер и Марти Фридманом. Позднее некоторые композиции из Sonic and the Black Knight присутствовали в альбомах The Best of Crush 40 — Super Sonic Songs (2009), Sonic Generations: 20 Years of Sonic Music (2011), History of the 1st Stage Original Soundtrack Blue Edition (2011), History of Sonic Music 20th Anniversary Edition (2011), Live! (2012), 2 Nights 2 Remember (2015), Sonic the Hedgehog 25th Anniversary Selection (2016) и Driving Through Forever — The Ultimate Crush 40 Collection (2019).
Всего к игре было выпущено два саундтрека. Они оба были изданы 8 апреля 2009 года и распространялись лейблами звукозаписи Wave Master и Avex Trax. Первый альбом, Face to Faith: Sonic and the Black Knight Vocal Trax (яп. ソニックと暗黒の騎士 ヴォーカル・トラックス «信仰の場» Соникку то Анкоку но Киси Вуокару Тораккусу «Синко но Ба»), содержит семь композиций и три инструментальные версии треков «Knight of the Wind», «With Me» и «Live Life». В этом же саундтреке присутствует ремикс песни «Seven Rings in Hand», оригинал которой звучал в игре Sonic and the Secret Rings. Второй саундтрек, Tales of Knighthood: Sonic and the Black Knight Original Soundtrax (яп. ソニックと暗黒の騎士 オリジナル サウンドトラック «ナイトライフ» Соникку то Анкоку но Киси Оридзинару Саундоторакку «Найто Райфу»), включает в себя все звучащие в игре песни и был выпущен на двух компакт-дисках.
| №   | Название                                     | Текст песни    | Музыка        | Исполнитель                                         | Длительность |
| --- | -------------------------------------------- | -------------- | ------------- | --------------------------------------------------- | ------------ |
| 1.  | «Knight of the Wind»                         | Джонни Джиоэли | Дзюн Сэноуэ   | Crush 40                                            | 4:31         |
| 2.  | «Fight the Knight»                           | Джонни Джиоэли | Дзюн Сэноуэ   | Crush 40                                            | 1:57         |
| 3.  | «Through the Fire»                           | Джонни Джиоэли | Дзюн Сэноуэ   | Crush 40                                            | 1:30         |
| 4.  | «With Me»                                    | Джонни Джиоэли | Дзюн Сэноуэ   | Эмма Гелотт и Тинна Карлсдоттер feat. Марти Фридман | 3:56         |
| 5.  | «Live Life»                                  | Джонни Джиоэли | Дзюн Сэноуэ   | Crush 40                                            | 5:38         |
| 6.  | «Seven Rings in Hand ~Fairytales in Trance~» | runblebee      | Кэнъити Токои | Бентли Джонс                                        | 5:35         |
| 7.  | «With Me ~Massive Power Mix~»                | Джонни Джиоэли | Дзюн Сэноуэ   | Crush 40                                            | 3:57         |
| 8.  | «Knight of the Wind» (Instrumental)          |                |               |                                                     | 4:33         |
| 9.  | «With Me» (Instrumental)                     |                |               |                                                     | 3:56         |
| 10. | «Live Life» (Instrumental)                   |                |               |                                                     | 5:37         |

| №                   | Название                                                          | Текст песни         | Музыка                    | Исполнитель         | Длительность |
| ------------------- | ----------------------------------------------------------------- | ------------------- | ------------------------- | ------------------- | ------------ |
| 1.                  | «Knight of the Wind -Title Ver.-»                                 | Джонни Джиоэли      | Дзюн Сэноуэ               | Crush 40            | 0:19         |
| 2.                  | «Black Sword in the Sky»                                          |                     | Ричард Джейкс             |                     | 1:18         |
| 3.                  | «Into the Story of King Arthur»                                   |                     | Ричард Джейкс             |                     | 2:19         |
| 4.                  | «Misty Lake»                                                      |                     | Дзюн Сэноуэ               |                     | 3:02         |
| 5.                  | «Introduction — Merlina’s Request»                                |                     | Ютака Минобэ              |                     | 1:15         |
| 6.                  | «The Island of the Sacred Sword»                                  |                     | Ютака Минобэ              |                     | 0:30         |
| 7.                  | «The Sacred Sword Caliburn… Meet King Arthur»                     |                     | Ютака Минобэ              |                     | 0:37         |
| 8.                  | «Fight the Knight -Strings Ver.-»                                 |                     | Дзюн Сэноуэ               |                     | 1:58         |
| 9.                  | «A Fool of a Knight»                                              |                     | Ютака Минобэ              |                     | 0:24         |
| 10.                 | «Knave the Hedgehog and Oversized Letter Opener»                  |                     | Ютака Минобэ              |                     | 0:46         |
| 11.                 | «To the Blacksmith»                                               |                     | Ютака Минобэ              |                     | 0:38         |
| 12.                 | «Theme of Merlina»                                                |                     | Дзюн Сэноуэ               |                     | 0:43         |
| 13.                 | «World Map — The Land Ruled by King Arthur»                       |                     | Дзюн Сэноуэ               |                     | 1:00         |
| 14.                 | «Camelot Castle»                                                  |                     | Дзюн Сэноуэ               |                     | 4:48         |
| 15.                 | «Treasury and Emblem — The Journey of Chivalry»                   |                     | Дзюн Сэноуэ               |                     | 0:52         |
| 16.                 | «I’m the Blacksmith»                                              |                     | Дзюн Сэноуэ               |                     | 0:58         |
| 17.                 | «Deep Woods»                                                      |                     | Ютака Минобэ              |                     | 5:54         |
| 18.                 | «Sir Lancelot Appears»                                            |                     | Фумиэ Куматани            |                     | 0:54         |
| 19.                 | «Calm After the Battle… Arondight»                                |                     | Ютака Минобэ              |                     | 0:43         |
| 20.                 | «Nimue… Lady of the Lake»                                         |                     | Ютака Минобэ              |                     | 1:35         |
| 21.                 | «Three Days After… Almost Make It to Meet the Deadline»           |                     | Ютака Минобэ              |                     | 0:16         |
| 22.                 | «To the Rescue… A Knight’s Law»                                   |                     | Ютака Минобэ              |                     | 0:27         |
| 23.                 | «Titanic Plain»                                                   |                     | Дзюн Сэноуэ               |                     | 3:39         |
| 24.                 | «Sir Gawain Appears»                                              |                     | Кэнъити Токои             |                     | 0:51         |
| 25.                 | «More to Being a Knight Than Serving a King»                      |                     | Дзюн Сэноуэ               |                     | 0:43         |
| 26.                 | «Crystal Cave»                                                    |                     | Говард Дроссин            |                     | 4:23         |
| 27.                 | «Knight’s Lesson… A True Knight»                                  |                     | Ютака Минобэ              |                     | 0:46         |
| 28.                 | «Molten Mine»                                                     |                     | Томми Талларико           |                     | 4:28         |
| 29.                 | «Sir Percival… The Knight of the Grail»                           |                     | Дзюн Сэноуэ               |                     | 0:39         |
| 30.                 | «Sir Sonic… Knight of the Wind»                                   |                     | Ютака Минобэ              |                     | 0:54         |
| 31.                 | «Head to Avalon»                                                  |                     | Ютака Минобэ, Дзюн Сэноуэ |                     | 1:04         |
| 32.                 | «Showdown with King Arthur/Knight of the Wind -Instrumental Mix-» |                     | Дзюн Сэноуэ               |                     | 1:00         |
| 33.                 | «Glory of Victory»                                                |                     | Ричард Джейкс             |                     | 0:55         |
| 34.                 | «Knight of the Wind -Original Ver.-»                              | Джонни Джоэли       | Дзюн Сэноуэ               | Crush 40            | 1:45         |
| Общая длительность: | Общая длительность:                                               | Общая длительность: | Общая длительность:       | Общая длительность: | 52:23        |

| №                   | Название                                      | Текст песни         | Музыка                       | Исполнитель         | Длительность |
| ------------------- | --------------------------------------------- | ------------------- | ---------------------------- | ------------------- | ------------ |
| 1.                  | «Knight of the Wind -TGS 2008 Trailer Ver.-»  | Джонни Джиоэли      | Дзюн Сэноуэ                  | Crush 40            | 1:03         |
| 2.                  | «Orders from the Illusion»                    |                     | Дзюн Сэноуэ                  |                     | 0:34         |
| 3.                  | «Merlina — Her Wicked Smile»                  |                     | Дзюн Сэноуэ                  |                     | 0:57         |
| 4.                  | «The End of the World»                        |                     | Дзюн Сэноуэ                  |                     | 0:30         |
| 5.                  | «Escape from the Destruction»                 |                     | Дзюн Сэноуэ                  |                     | 0:27         |
| 6.                  | «Knight’s Passage»                            |                     | Дзюн Сэноуэ                  |                     | 3:55         |
| 7.                  | «For The Kingdom and Its People»              |                     | Говард Дроссин               |                     | 1:42         |
| 8.                  | «Shrouded Forest»                             |                     | Ричард Джейкс                |                     | 4:06         |
| 9.                  | «Great Megalith»                              |                     | Томми Талларико              |                     | 4:03         |
| 10.                 | «The Cauldron»                                |                     | Томми Талларико              |                     | 4:25         |
| 11.                 | «The Barrier»                                 |                     | Ютака Минобэ                 |                     | 0:35         |
| 12.                 | «Dragon’s Lair»                               |                     | Говард Дроссин               |                     | 4:39         |
| 13.                 | «Dragon Slayer»                               |                     | Ричард Джейкс                |                     | 3:53         |
| 14.                 | «Into the Dark Hollow»                        |                     | Ютака Минобэ, Дзюн Сэноуэ    |                     | 0:53         |
| 15.                 | «Merlina — The Queen of the Underworld»       |                     | Дзюн Сэноуэ                  |                     | 3:36         |
| 16.                 | «It Doesn’t Matter»                           |                     | Дзюн Сэноуэ                  |                     | 0:29         |
| 17.                 | «Transform into Excalibur Sonic»              |                     | Дзюн Сэноуэ                  |                     | 0:35         |
| 18.                 | «Live Life — Merlina & Sonic»                 |                     | Дзюн Сэноуэ                  |                     | 1:13         |
| 19.                 | «Dénouement… True King Arthur»                |                     | Ютака Минобэ                 |                     | 0:30         |
| 20.                 | «The King’s Peril»                            |                     | Фумиэ Куматани               |                     | 0:58         |
| 21.                 | «Blacksmith»                                  |                     | Дзюн Сэноуэ                  |                     | 2:05         |
| 22.                 | «Battle Menu»                                 |                     | Дзюн Сэноуэ                  |                     | 1:15         |
| 23.                 | «Faraway Avalon»                              |                     | Дзюн Сэноуэ                  |                     | 2:23         |
| 24.                 | «Stage Clear»                                 |                     | Дзюн Сэноуэ                  |                     | 0:11         |
| 25.                 | «Result No.1 — Five Stars, Awesome!»          |                     | Дзюн Сэноуэ                  |                     | 0:34         |
| 26.                 | «Result No.2 — So, So… Okay!»                 |                     | Дзюн Сэноуэ                  |                     | 0:36         |
| 27.                 | «Result No.3 — One Star, Try Again Next Time» |                     | Дзюн Сэноуэ                  |                     | 0:45         |
| 28.                 | «The Ash Grove — Main Menu»                   |                     |                              |                     | 2:23         |
| 29.                 | «System Screen — Option»                      |                     | Хикару Танимото, Юсаку Цутия |                     | 1:16         |
| 30.                 | «System Screen — Ranking»                     |                     | Хикару Танимото, Юсаку Цутия |                     | 0:58         |
| 31.                 | «System Screen — Name Entry»                  |                     | Хикару Танимото, Юсаку Цутия |                     | 1:25         |
| 32.                 | «System Screen — Gallery»                     |                     | Хикару Танимото, Юсаку Цутия |                     | 1:07         |
| 33.                 | «Fan Art — It Doesn’t Matter»                 |                     | Дзюн Сэноуэ                  |                     | 1:48         |
| 34.                 | «Knight of the Wind -Acoustic Ver.-»          |                     | Дзюн Сэноуэ                  |                     | 5:36         |
| Общая длительность: | Общая длительность:                           | Общая длительность: | Общая длительность:          | Общая длительность: | 61:25        |

## Озвучивание
Sonic and the Black Knight является одной из последних игр серии, в которой английский текст персонажей озвучивали актёры из студии 4Kids Entertainment. В 2010 году их заменили на актёрский состав из Studiopolis (кроме Майка Поллока, озвучивающего Эггмана). Текст на японском языке был озвучен теми же сэйю, что и в предыдущих играх серии, начиная с Sonic Adventure.
Во всех региональных версиях игры можно в настройках выбрать любой язык субтитров и один из двух языков озвучивания.
| Персонаж                     | Японский актёр озвучивания | Английский актёр озвучивания |
| ---------------------------- | -------------------------- | ---------------------------- |
| Ёж Соник                     | Дзюнъити Канэмару          | Джейсон Гриффит              |
| Меч Калибурн                 | Хироаки Хирата             | Кейси Робертсон              |
| Волшебница Мерлина           | Мамико Ното                | Мелисса Хатчинсон            |
| Чёрный рыцарь (Король Артур) | Хидэкацу Сибата            | Гавин Хаммон                 |
| Сэр Ланселот (ёж Шэдоу)      | Кодзи Юса                  | Джейсон Гриффит              |
| Сэр Гавейн (ехидна Наклз)    | Нобутоси Канна             | Дэн Грин                     |
| Персиваль (кошка Блейз)      | Нао Такамори               | Эрика Шрёдер                 |
| Владычица Озера (Эми Роуз)   | Таэко Кавата               | Лиза Ортис                   |
| Кузнец (лис Тейлз)           | Рё Хирохаси                | Эми Пэлэнт                   |
| Сэр Галахад (ёж Сильвер)     | Дайсукэ Оно                | Пит Капелла                  |
| Сэр Ламорак (ястреб Джет)    | Дайсукэ Кисио              | Джейсон Гриффит              |
| Примечания: 1.               |                            |                              |

## Оценки и мнения
| Сводный рейтинг       | Сводный рейтинг |
| Агрегатор             | Оценка          |
| --------------------- | --------------- |
| GameRankings          | 55,19 %         |
| Game Ratio            | 54 %            |
| Metacritic            | 54/100          |
| MobyRank              | 57/100          |
| Иноязычные издания    |                 |
| Издание               | Оценка          |
| 1UP.com               | C+              |
| AllGame               | [ 6 ]           |
| Edge                  | 3/10            |
| Eurogamer             | 4/10            |
| Game Informer         | 5/10            |
| GamePro               | [ 14 ]          |
| GameSpot              | 4,5/10          |
| GamesRadar+           | 6/10            |
| GameTrailers          | 5,7/10          |
| GameZone              | 5,8/10          |
| IGN                   | 3,9/10          |
| Jeuxvideo.com         | 10/20           |
| Nintendo Power        | 8/10            |
| Nintendo World Report | 6,5/10          |
| ONM                   | 78 %            |
| PALGN                 | 4,5/10          |
| VideoGamer            | 5/10            |
| 3DJuegos              | 6,9/10          |
| Gameswelt             | 56 %            |
| Spieletester          | 69 %            |
| Multiplayer.it        | 5/10            |
| Voxel                 | 5/10            |
| Русскоязычные издания |                 |
| Издание               | Оценка          |
| «Страна игр»          | 6/10            |

Sonic and the Black Knight была неоднозначно оценена прессой. На сайте-агрегаторе Metacritic средняя оценка игры составляет 54 балла, а на GameRankings — 55,19 %. Из плюсов игры журналисты отмечали графику и сюжет, однако критике подвергли некоторые элементы геймплея и неудобное управление. В марте 2009 года игра по продажам занимала 30 место в Японии и десятое — в США. В 2010 году Sega решила убрать из продаж некоторые игры о Сонике, которые получили неоднозначные отзывы от критиков. Среди таких игр оказалась Sonic and the Black Knight.
Благожелательных отзывов от ряда критиков удостоилась графика игры. По мнению представителя сайта IGN Мэтта Касамассины, с первого взгляда Sonic and the Black Knignt выглядит проработанным, красивым платформером. В качестве примеров, подтверждающих слова о хорошем качестве графики, критик назвал раскачивавшуюся от ветра траву и появление на экране искр от соприкосновения мечей. О достоинствах визуального стиля писал в рецензии Кристиан Колли (Multiplayer.it): его впечатлило внимание к деталям (например, оформление главного меню) и разнообразие уровней. Журналист издания «Страна игр» Алексей Голубев в своём обзоре отметил работу художников и программистов за то, что они добились «от не слишком-то мощной Nintendo Wii действительно впечатляющих результатов»: модели персонажей тщательно прорисованы, декорации масштабны и разнообразны, а анимация и спецэффекты выполнены как в Sonic Unleashed. Представительница сайта GameSpot Кэролин Петит назвала игру «красивой» и похвалила детализацию уровней, различные спецэффекты, по её словам, придают всему действию «драматическое чутьё». Однако критик посчитала врагов однообразными и заявила, что они делают сражение более скучным. Для Ронагана графика Sonic and the Black Knignt показалась самой лучшей из всех игр, выпущенных для Wii. По его словам, видеоролики выполнены великолепно, а внутриигровая графика хорошо отшлифована. Нечто похожее[что?] писала в своём обзоре представительница интернет-журнала Eurogamer Кристиан Донлан, добавив при этом, что по качеству визуальной части игра про Соника ничуть не уступает Super Mario Galaxy. Впрочем, Кристоф Кляйнер в немецком онлайн-журнале Spieletester называет игровые текстуры «грязными» и отмечает проседания частоты кадров в некоторых случаях.
В основном положительно был оценён сюжет. «Сказка рассказывается в простом, но очаровательном стиле сборника рассказов; хотя сюжет не имеет никакой связи с легендой [короля] Артура, он успешно тянет необычную концепцию отправки синего пятна в фантастический мир без какого-либо отступления назад и отрыва от абсурда[прояснить]», — писала в своей рецензии Петит. Представитель португальского интернет-издания Voxel Адриано Да Коста Силва назвал историю «уникальной и заслуживающей высокой оценки», а журналист французского сайта Jeuxvideo.com в своём обзоре отметил, что в середине игры пользователь консоли столкнётся с интересным сюжетным поворотом, а именно на моменте, когда к Сонику присоединятся Наклз, Шэдоу и Блейз. В то же время, второй критик посетовал на отсутствие наличия озвучивания героев на французском языке, поскольку, по его мнению, просмотр субтитров не даёт плавно проходить платформер. По словам Ронагана, вся история длится не более четырёх часов, и этот факт им был записан как один из главных недостатков Sonic and the Black Knight. Голубев писал в своём обзоре, что сюжет игры — «далеко не худшая её часть». Для журналиста история о короле Артуре показалась увлекательной и не вызывающей раздражения, а выступающие в роли рыцарей персонажи из предыдущих частей франшизы — забавными. Озвучивание героев Голубев счёл неудачным, несмотря на некоторые смешные реплики. В отличие от рецензента из журнала «Страна игр», Касамассина похвалил проделанную работу актёров, но раскритиковал плохо написанные диалоги. Сюжет для него показался «смехотворным», а видеоролики — «потрясающими».
Пресса в основном положительно оценила музыкальное сопровождение игры. Петит охарактеризовала саундтрек как «достойный», песни которого состоят из фальшивого метала[неизвестный термин] и джей-попа. Как и Петит, критик интернет-портала Nintendo World Report Нил Ронаган в своей рецензии также назвал музыку из Sonic and the Black Knight достойной, но посчитал тексты вокальных композиций «сырыми». Луис Бедиган (GameZone), представившись в рецензии под ником jkdmedia, описал музыку следующими словами: «Пара приличных звуков, [есть] несколько приличных песен и много повторений». В мае и июне 2009 года журналист Джейсон Наполитано опубликовал на сайте Original Sound Version положительные рецензии на альбомы Face to Faith и Tales of Knighthood. В первом обзоре критик похвалил композиции от группы Crush 40, хотя и посчитал «грубым» вокал Джонни Джиоэли. Кроме того, его впечатлили ремиксы на песни «Seven Rings in Hand» и «With Me». Недостатком альбома он назвал трек «Through the Fire», который, по мнению Наполитано, не предлагает слушателям ничего нового и интересного. Во втором обзоре критик обратил внимание, что в написании Tales of Knighthood принимали участие композиторы из западных стран и Японии: «Я потрясён этим альбомом. Здорово видеть такое сотрудничество между Японией и Западом, и всё это благодаря звукорежиссёру Дзюну Сэноуэ». Ближе к концу рецензии Наполитано заявил, что хотел бы видеть больше альбомов, в написании которых принимали участие музыканты из разных стран мира.
Негативные отзывы получили игровой процесс и управление. Рецензент интернет-издания 3DJuegos Хесус Белла связал проблемы игры с уходом в 2006 году одного из создателей серии Юдзи Наки. «…Этот продукт [Sonic and the Black Knight] оставляет уверенность в том, что в команде [разработчиков] есть много талантливых сотрудников, но у них нет лидера, который бы сказал: „Мы закончили проект, но его можно улучшить“», — отметил он. Сэм Кеннеди (1UP.com) в своей рецензии писал, что вторая часть серии Storybook понравится только молодым игрокам, которым нравится Соник, а остальные будут разочарованы. Майкл Бир (Gameswelt) назвал использование меча главной проблемой игры, поскольку на каждом уровне персонажу нужно уничтожить большое количество врагов. Представитель сайта GameZone описывал игровой процесс следующими словами: «Захватывающих моментов мало, да и те расположены друг от друга далеко.[прояснить] Sonic and the Black Knight состоит из повторяющейся тряски[стиль] Wii Remote и неясных целей [прохождения игры], которые ничего не дают серии или для её поклонников, ждущих острых сониковских ощущений[стиль]». Петит заявила, что от игрока в Sonic and the Black Knight требуется только нажимать определённую последовательность кнопок на контроллере, поскольку все движения Соник выполняет самостоятельно. Режим мультиплеера для журналистки показался «избитым», и она посчитала, что вряд ли кто-то с ним будет долго возиться. Голубеву не понравилась боевая система, по его словам, «частое появление таких вот заслонов в виде хорошо вооружённых противников начисто убивает главную особенность сериала Sonic the Hedgehog — скорость и динамику». К тому же, он обратил внимание, что из-за ракурса виртуальной камеры Соник не умеет разворачиваться назад, а «если вы [игрок] случайно что-то пропустили и хотите вернуться, извольте пятиться колючками в экран, почти вслепую». О проблемах с камерой писала в своём обзоре и Донлан. Касамассина из плюсов игрового процесса отметил онлайн-функции платформера и наличие галереи, где представлены различные иллюстрации и видеоролики. В недостатки игры критик записал медленную скорость прохождения и запоздалое управление. Ронаган, напротив, положительно отозвался об управлении, назвав его «великолепным», и похвалил некоторые миссии, «которые возвращают [игроков] к традиционным сониковским 3D-уровням».